# Fighting the World World Tour
Il Fighting the World World  Tour 1987 è un tour della band heavy metal Manowar effettuato nel 1987.

## Notizie generali
Questa è la seconda parte del tour che i Manowar hanno fatto per promuovere l'album Fighting the World e si è svolto negli Stati Uniti, Canada e America Latina.

## Formazione
- Eric Adams - voce
- Joey DeMaio - basso
- Ross the Boss - chitarra
- Scott Columbus - batteria